# Bertoldo, Bertoldino e Cacasenno (film 1984)
(Massima di Bertoldo)
Bertoldo, Bertoldino e Cacasenno è un film del 1984 diretto da Mario Monicelli.

## Trama
VI sec. d.C. In un violento e rozzo alto medioevo, alla corte del re longobardo Alboino giunge il villano Bertoldo, entrato nelle grazie del re con un'astuzia che ha molto divertito il sovrano. Invitato a pranzo, Bertoldo viene messo alla prova dai commensali e dimostra di avere una risposta per ogni quesito. Alboino però gli tende un tranello. Nell'atto di offrirgli un cappone ripieno, giura di fare al villano esattamente quello che egli farà all'animale. Bertoldo la scampa di nuovo, infilando le dita nel didietro del cappone e mangiandone il contenuto.
Tornato ad Acquamorta, il suo villaggio di capanne nella palude, Bertoldo trova il figlio sciocco Bertoldino che sta covando le uova dell'oca Nerina. La moglie Marcolfa ha infatti ceduto il pennuto, una coperta e una fiasca di vino a frà Cipolla da Frosolone, per avere in cambio una strabiliante reliquia: la penna dell'arcangelo Gabriele. Bertoldo mangia la foglia e parte con Bertoldino e il somaro Cavallo all'inseguimento di frà Cipolla.
Raggiuntolo nella grotta in cui si è accampato, il villano scopre una vera e propria riserva di penne dell'arcangelo Gabriele. Minaccia allora il frate di rivelare a tutti la verità, ma Bertoldino manda tutto a monte. Pur avendo recuperato l'oca (frà Cipolla ha già bevuto tutto il vino), Bertoldo decide di giocare un tiro al disonesto sant'uomo. Nottetempo s'introduce nuovamente nella grotta e sottrae le penne, sostituendovi un mucchio di carbone. Frà Cipolla si accorge dello scambio solo l'indomani, durante la messa.
Si trae comunque d'imbarazzo spacciando il carbone per un'altra reliquia (quello del supplizio di San Lorenzo), e viene finalmente a patti con il villano promettendogli la metà delle offerte dei fedeli. Presso una locanda, Bertoldo e Frà Cipolla dividono il bottino. Per sicurezza, Bertoldo impone a Bertoldino di nascondere il denaro nella biada di Cavallo. Ma Bertoldino viene distratto dalla bella e svampita Menghina e nel frattempo il somaro divora la biada. Menghina suggerisce allora di dare anche le monete in pasto a Cavallo: se Bertoldo ha ordinato di metterle nella biada, e questa si trova ormai nel suo stomaco, è lì che vanno nascoste.
Quando Bertoldo scopre il pasticcio va su tutte le furie. Frà Cipolla invece non si scompone e fa preparare la miracolosa pozione di San Clemente che "fa cacare immantenente". Mentre Cavallo espelle le monete, assistono alla scena i genitori di Menghina, proprietari della locanda. Bertoldo e Frà Cipolla danno loro ad intendere che l'asino produca monete e lo vendono. Tempo dopo re Alboino riceve l'ambasciatore di Teodoro di Ravenna, detto il Macilento, un brutto esarca bizantino promesso sposo della principessa Anatrude.
Il re si reca poi ad amministrare la giustizia e s'imbatte proprio in Bertoldo, imprigionato a causa della truffa. Trova però anche le donne del reame, fra cui la regina Magonia e la stessa Anatrude: esse si ribellano ai soprusi degli uomini, indossano le cinture di castità e gettano le chiavi in uno stagno. Alboino libera allora Bertoldo in cambio di un consiglio. Il villano lo ripaga con un efficacissimo stratagemma, ricevendo in ricompensa un anello destinato alla regina. Anatrude però è nei guai. La principessa rifiuta di sposare Teodoro e ordina a sua volta a Bertoldo di suggerirle una via d'uscita.
Bertoldo le consiglia di farsi dipingere a sua volta, tremendamente imbruttita, per un ritratto da inviare al promesso sposo. Truccata in modo grottesco, Anatrude si fa ritrarre dal pittore Ruperzio, ma per ironia della sorte se ne innamora. Bertoldo intanto, nel tentativo angoscioso di proteggere il prezioso anello dall'avidità dei compaesani, va incontro a una serie di sventure e assiste impotente alla distruzione della sua capanna. Dopo aver ingerito il monile, decide che è il momento di renderlo alla regina. Magonia non immagina le modalità della restituzione e gli ordina di compiere il gesto alla sua presenza. Bertoldo obbedisce, ed evacua di fronte alla sovrana.
Un simile affronto non può restare impunito, e il re impone allora al villano di compiere un gesto di sottomissione: dovrà inchinarsi di fronte a lui. Per sicurezza fa poi apporre alla porta una sbarra, a mezz'altezza, così che Bertoldo non possa entrarvi che a capo chino. Bertoldo entra invece all'indietro mostrando le natiche. È troppo: Alboino lo condanna a morte. Bertoldo chiede allora un'ultima grazia: poter scegliere la pianta dove venire impiccato. Mentre parte alla ricerca dell'albero, torna inattesa la delegazione bizantina a comunicare il rifiuto di Teodoro per Anatrude.
Su tutte le furie, Alboino fa evirare gli ambasciatori e decapitare un eunuco. Ma poi scopre il ritratto di sua figlia e ordina di giustiziare il pittore. Anatrude e Ruperzio fuggono insieme. Dopo quest'ultimo smacco, Alboino cade malato. Saltimbanchi e guaritori si avvicendano alla sua corte nel tentativo di farlo ridere, dietro promessa di una lauta ricompensa ma sotto minaccia di gravi punizioni. Fra i tanti si presenta anche frà Cipolla, che si è fatto la fama di possedere reliquie miracolose e viene tradotto a corte con la forza. Naturalmente fallisce e si avvia ad essere giustiziato.
Nel frattempo torna Bertoldo: ha scelto la pianta sulla quale morire: è una piantina appena nata e occorrerà aspettare che cresca. Di fronte all'ennesima arguzia, Alboino scoppia a ridere fragorosamente e i condannati hanno salva la vita. Anatrude ottiene inoltre il permesso di sposare Ruperzio, mentre frà Cipolla, Bertoldo e la sua famiglia sono condotti a corte con tutti gli onori. Ma Bertoldo anela alla libertà: non resistendo in tanta opulenza, non digerendo i cibi raffinati di corte, si ammala e peggiora di giorno in giorno.
Fa infine testamento delle sue povere cose ed elargisce le sue ultime perle di saggezza, poi muore; Alboino affranto scrive il suo epitaffio. La tristezza è comunque di breve durata: Menghina è incinta di Bertoldino e dà alla luce un bambino che è il ritratto vivente del nonno. Trionfante, re Alboino leva in aria il piccolo accingendosi a dargli un nome, ma il neonato gli deposita i suoi escrementi in faccia e viene di conseguenza chiamato Cacasenno.

## Produzione

### Riprese
Il castello del re Alboino è situato in Italia: si tratta del Forte di Exilles in Valsusa, antica fortificazione del Ducato di Savoia. Gli esterni furono invece girati a Marano Lagunare, piccolo paese friulano, e in Cappadocia (Turchia).